# Wilhelm Osterburg
Wilhelm Osterburg (* im 19. Jahrhundert; † im 20. Jahrhundert) war ein deutscher Politiker (KPD).
Osterburg war Korrektor in Halle/Saale. Am 20. Oktober 1919 wurde er zum unbesoldeten Stadtrat von Halle gewählt. Er soll in den Diebstahl eines städtischen Kohlenautos für Waffenschiebereien verwickelt gewesen sein. Seit dem 2. April 1921 erschien er nicht zum Dienst. Als der Prozess Ende April eröffnet wurde, galt er bis Mitte Mai 1922 als flüchtig (er hatte sich wohl nach Schweden abgesetzt). Am 7. Juli 1921 legte er schriftlich sein Stadtratsmandat nieder. Am 9. November 1921 entließ der Bezirksausschuss Merseburg ihn nach einem förmlichen Disziplinarverfahren aus dem Amt.
Der Provinziallandtag der Provinz Sachsen wählte ihn im Mai 1921 in den Preußischen Staatsrat. Dem Staatsrat gehörte er bis zum 6. November 1921 an. Nachfolger im Staatsrat wurde Otto Förster.